# Eva Guillamón
Eva Guillamón, (Albacete, 29 de marzo de 1978) es una artista multidisciplinar española, documentalista, cantante, escritora y dramaturga, autora de De la Guerra, premiada en la VI Bienal Internacional de Dramaturgia Femenina de La Habana (Cuba).

## Trayectoria
Guillamón estudió Documentación en la Universidad Carlos III de Madrid (1996-2000) y Artes Visuales en Madrid, París y Nueva York, especializándose en fotografía en el Centro Internacional de Fotografía de Nueva York. En 2005, durante su estancia en Nueva York, trabajó con directores escénicos en espacios de teatro experimental. Estudió dramaturgia en la RESAD, Real Escuela Superior de Arte Dramático de Madrid (2006-2011).  
Desde 1998 trabaja en medios de comunicación en diferentes áreas, destacar su labor como fotoperiodista, guionista y presentadora. Desde 2009 produce y copresenta el programa de radio Es Sexo en Es Radio, reconocido en 2011 por la Academia de la Radio de España como Mejor Programa Nocturno de Entretenimiento.   
En julio de 2017 el Teatro Real (Madrid) estrenó Somos naturaleza, una cantata infantil para la que Guillamón escribió el libreto y realizó la dirección escénica. Ha realizado la puesta en escena de los recorridos musicales del proyecto educaThyssen Perpetuum Mobile (2019-2020) para el Museo Thyssen Bornemisza.  
Como docente ha impartido talleres de producción radial y radio teatro organizados en colaboración con AECID, Agencia Española de Cooperación Internacional para el Desarrollo, en el Centro Cultural de España en El Salvador. Actualmente es profesora de Arte Dramático en el Máster de Instrumento Solista del Centro Superior Katarina Gurska.  
Dramaturga y poeta
Guillamón trabaja con la palabra, escrita, hablada o cantada, así como con la fotografía, en proyectos que expresan su compromiso social. Así, en la obra Si en la ciudad la luz, Guillamón expone un futuro desconcertante de la ciudad y las relaciones humanas. Como dramaturga, directora e intérprete escénica ha sido finalista en el Festival de Ópera Contemporánea de Houston en 2011 con Noticias del silencio. El mono, y premiada en 2013 por De la Guerra, en la VI Bienal Internacional de Dramaturgia Femenina en La Habana (Cuba). Participa en conferencias y seminarios sobre dramaturgia y es una de las dramaturgas incluidas en el Escenarios de crisis: dramaturgas españolas en el nuevo milenio.
En 2020 ha publicado el poemario Quiero oírte decir mi nombre.
Dúa de Pel
En 2014 crea el dúo literario-musical Dúa de Pel con la compositora Sonia Megías. El dúo es un proyecto de investigación escénica performativa que promueve la multiculturalidad étnica con la musicalidad contemporánea que dan a los instrumentos étnicos descubiertos en sus viajes por todo el mundo. Las actuaciones de Dúa de Pel se han podido ver en el Teatro Real de Madrid (2018), la Escuela Juilliard de Nueva York, el Museo Británico de Londres, el Culture Square Theater de Shanghái, el Yue Opera Town de Shengzhou (China) o el Instituto Cervantes de Tokio (Japón). Guillamón escribe los textos poéticos cantados por Dúa de Pel y para otros intérpretes, textos que surgen de la realidad cotidiana, de las noticias diarias.

## Reconocimientos
2009 Si en la ciudad la luz, obra premiada con la Beca de Dramaturgia de la Comunidad de Madrid.
2011 Es Sexo (Es Radio). Mejor Programa Nocturno de Entretenimiento por la Academia de la Radio de España.2009-2018 
2013 De la Guerra, premiada en la VI Bienal Internacional de Dramaturgia Femenina, “La Escritura de las Diferencias”, La Habana, Cuba.
2018 Guillamón es una de las dramaturgas en Escenarios de crisis. Dramaturgas españolas en el nuevo milenio, Universidad de Connecticut y editorial Benilde.  

## Publicaciones
2009 Si en la ciudad la luz, obra premiada con la Beca de Dramaturgia de la Comunidad de Madrid.
2011 Noticias del silencio. El mono. Finalista en el Festival de Ópera Contemporánea de Houston.
2013 De la Guerra Ed. Alarcos, Cuba. Traducción al italiano: Metec Alegre Edizioni.
2017 Somos naturaleza. Cantata. Teatro Real (Madrid).
2019-2020 Perpetuum Mobile. Museo Thyssen-Bornemisza de Madrid. Puesta en escena.
2019 Quiero oírte decir mi nombre.